# Howard Johnson
Howard Lewis Johnson (Montgomery, 7 de agosto de 1941-Nueva York, 11 de enero de 2021) fue un músico de jazz estadounidense, conocido principalmente por su trabajo con la tuba y el saxofón barítono, aunque también tocaba el clarinete bajo, la trompeta y otros instrumentos de viento-madera. Fue reconocido por ampliar las capacidades conocidas de la tuba dentro del jazz.
Johnson fue conocido por su extenso trabajo como acompañante, en particular con George Gruntz, Hank Crawford y Gil Evans. Como líder, dirigió el conjunto de tubas Gravity y lanzó tres álbumes en la década de 1990 con el sello Verve Records; el primero, Arrival, fue un homenaje a Pharoah Sanders.

## Biografía
Howard Lewis Johnson nació el 7 de agosto de 1941 en Montgomery, Alabama, Estados Unidos, pero desde los dos años creció en Massillon, Ohio. Músico autodidacta, comenzó a tocar el saxofón barítono y la tuba mientras aún estaba en la escuela secundaria. Tras graduarse en 1958, sirvió en la Armada de los Estados Unidos antes de mudarse a Boston, donde vivió con la familia del baterista Tony Williams. Posteriormente pasó un tiempo en Chicago, donde conoció a Eric Dolphy, antes de trasladarse a Nueva York en 1963.
Durante la década de 1960 trabajó con Charles Mingus, Hank Crawford, Rahsaan Roland Kirk, Archie Shepp y Hank Mobley en el álbum A Slice of the Top. También inició una larga colaboración con Gil Evans en 1966. Fue arreglista de una sección de vientos que acompañó a Taj Mahal en su álbum en vivo de 1971, The Real Thing, que incluyó a otros tres tubistas y multiinstrumentistas: Bob Stewart, Joseph Daley y Earl McIntyre. Johnson también tocó con The Band en su álbum en directo Rock of Ages, en The Last Waltz, y continuó colaborando con Levon Helm hasta el nuevo milenio.
Durante la década de 1970, fue director de la banda en vivo del programa Saturday Night Live; aparece en varios números musicales, incluido tocando el saxofón bajo en el sketch de «King Tut», y liderando su banda compuesta solo por tubas, Gravity, en una actuación destacada durante la tercera temporada, episodio 17. Gravity fue probablemente su conjunto más conocido.
Johnson dirigió tres bandas de tuba, y colaboró con Tomasz Stańko, Substructure, Tuba Libre y Gravity. Grabó con frecuencia. En 1981, actuó en el Woodstock Jazz Festival, celebrado con motivo del décimo aniversario del Creative Music Studio. Tuvo un papel menor en la película de 1983 Eddie and the Cruisers, como el reemplazo de Wendell. También apareció en episodios de Matlock y Hill Street Blues. En 1984, participó como parte de la Orquesta de Gil Evans, acompañando a Jaco Pastorius en el festival Live Under the Sky en Japón.
Tocó el saxofón en The Muddy Waters Woodstock Album (1975), junto a Levon Helm, Garth Hudson, Paul Butterfield, Bob Margolin y Pinetop Perkins.
En 1983, acompañó a James Taylor en su interpretación de «Jelly Man Kelly" en Sesame Street, y también tocó el silbato irlandés (tin whistle) cuando Taylor cantó con Oscar the Grouch.

## Vida personal y fallecimiento
Johnson fue padre de David y Nedra. David (1964–2009) fue actor en Nueva York, donde residía en Brooklyn. Nedra es una cantante y música de blues. Johnson falleció el 11 de enero de 2021, en su casa de Nueva York.

## Discografía

### Como líder
- Arrival: A Pharoah Sanders Tribute (Verve, 1994)[9]
- Gravity!!! (Verve, 1996)[9]
- Right Now! (Verve, 1997)[9]
- Testimony (Tuscarora, 2017)

### Como acompañante
- Hank Crawford: Dig These Blues (Atlantic, 1965), After Hours (Atlantic, 1966), Mr. Blues (Atlantic, 1967), Night Beat (Milestone, 1989), Groove Master (Milestone, 1990), Tight (Milestone, 1996)
- Charles Mingus: Music Written for Monterey 1965 (Jazz Workshop, 1965), Charles Mingus and Friends in Concert (Columbia, 1972), Let My Children Hear Music (Columbia, 1972)
- Archie Shepp: Mama Too Tight (Impulse!, 1966)
- Gary Burton: A Genuine Tong Funeral (RCA, 1967–68)
- Gábor Szabó & Bob Thiele: Light My Fire (Impulse!, 1967)
- Gerald Wilson: Live and Swinging (Pacific Jazz, 1967)
- Charlie Haden: Liberation Music Orchestra (Impulse, 1968)
- Jazz Composers Orchestra: The Jazz Composer's Orchestra (JCOA, 1968)
- Gil Evans: Blues in Orbit (Enja, 1969–71), Svengali (ACT, 1973), The Gil Evans Orchestra Plays the Music of Jimi Hendrix (RCA, 1974), There Comes a Time (RCA, 1975), Live at Sweet Basil (Gramavision, 1984), Live at Sweet Basil Vol. 2 (Gramavision, 1984)
- Andrew Hill: Passing Ships (Blue Note, 1969)
- Pharoah Sanders: Izipho Zam (My Gifts) (Strata-East, 1969 [1973])
- Leon Thomas: The Leon Thomas Album (Flying Dutchman, 1970)
- Johnny Coles: Katumbo (Dance) (Mainstream, 1971)
- Taj Mahal: The Real Thing (Columbia, 1971)
- Charles Tolliver: Music Inc. (Strata-East, 1971)
- The Band: Rock of Ages (Capitol, 1972)
- Carla Bley: Tropic Appetites (Watt, 1973–74), Escalator over the Hill
- John Lennon, Walls and Bridges (Apple, 1974)
- Sam Rivers: Crystals (Impulse! 1974)
- Gato Barbieri: Chapter Three: Viva Emiliano Zapata (Impulse!, 1974), Chapter Four: Alive in New York (Impulse!, 1975)
- Jaco Pastorius: Jaco Pastorius (Sony, 1975), Word of Mouth (Warner Bros., 1981)
- Muddy Waters: The Muddy Waters Woodstock Album (Chess, 1975)
- Dexter Gordon: Sophisticated Giant (Columbia, 1977)
- Levon Helm & the RCO All-Stars: Levon Helm & the RCO All-Stars (ABC, 1977)
- The Band, The Last Waltz (Capitol, 1978)
- Clifford Jordan: Inward Fire (Muse, 1978)
- John Lennon and Yoko Ono, Double Fantasy (Capitol, 1980)
- David "Fathead" Newman: Still Hard Times (Muse, 1982)
- James Taylor: "Jellyman Kelly" (Sesame Street, 1983)
- Jack De Johnette Special Edition: Album Album (ECM, 1984)
- Jimmy Heath: New Picture (Landmark, 1985)
- Franco Ambrosetti: Tentets (Enja, 1985)
- Miles Davis: Miles & Quincy Live at Montreux (Warner Bros., 1991)
- NDR Big Band: Bravissimo (ACT, 1992)
- Ray Anderson: Big Band Record (Gramavision, 1994) with the George Gruntz Concert Jazz Band
- The Band, High on the Hog (Rhino, 1996)
- Barbara Dennerlein: Junkanoo (Verve, 1996)
- John Scofield: Quiet (Verve, 1996)
- T. S. Monk: Monk on Monk (N2K, 1997)
- Chet Baker: But Not for Me (Random Chance, 2003)
- David "Fathead" Newman: Cityscape (HighNote, 2006)
- Charles Tolliver: With Love (Blue Note, 2006)

#### ConGeorge GruntzConcert Jazz Band
- The George Gruntz Concert Jazz Band with Guest Star Elvin Jones (MPS, 1978)
- At Zürich Schauspielhaus (Kenwood, 1981)
- Live 82 (Amiga, 1982)
- Theatre (ECM, 1983)
- Happening Now! (Hat Hut, 1987)
- First Prize (Enja, 1989)
- Beyond Another Wall (TCB, 1991)
- Blues 'n' Dues et Cetera (Enja, 1991)
- Ray Anderson & The George Gruntz Big Band (Gramavision, 1994)

#### Con Mario Pavone
- Deez to Blues (Playscape, 2006)